# Neurigona exemta
Neurigona exemta är en tvåvingeart som beskrevs av Becker 1922. Neurigona exemta ingår i släktet Neurigona och familjen styltflugor. Inga underarter finns listade i Catalogue of Life.